# Л'Алдеа
Л'Алде́а (кат. l'Aldea, вимова літературною каталанською [əł'ðea]) - муніципалітет, розташований в Автономній області Каталонія, в Іспанії. Код муніципалітету за номенклатурою Інституту статистики Каталонії - 439044. Знаходиться у районі (кумарці) Баш-Ебра (коди району - 09 та BB) провінції Таррагона, згідно з новою адміністративною реформою перебуватиме у складі Ебрської баґарії (округи). 

## Назва муніципалітету
Назва муніципалітету походить від араб. al-ḍáy'a - "фруктовий сад" або араб. aḍ-ḍáy'a - "поселення".

## Населення
Населення міста (у 2007 р.) становить 3.927 осіб (з них менше 14 років - 12,3%, від 15 до 64 - 66,6%, понад 65 років - 21,1%). У 2006 р. народжуваність склала 35 осіб, смертність - 33 особи, зареєстровано 11 шлюбів. У 2001 р. активне населення становило 1.557 осіб, з них безробітних - 57 осіб.

Серед осіб, які проживали на території міста у 2001 р., 3.045 народилися в Каталонії (з них 2.745 осіб у тому самому районі, або кумарці), 286 осіб приїхало з інших областей Іспанії, а 122 особи приїхали з-за кордону. 

Вищу освіту має 5,1% усього населення. 

У 2001 р. нараховувалося 1.251 домогосподарство (з них 19,5% складалися з однієї особи, 29,8% з двох осіб,20,8% з 3 осіб, 20,4% з 4 осіб, 6,3% з 5 осіб, 2,2% з 6 осіб, 0,8% з 7 осіб, 0,1% з 8 осіб і 0,2% з 9 і більше осіб).

Активне населення міста у 2001 р. працювало у таких сферах діяльності : у сільському господарстві - 18,5%, у промисловості - 17%, на будівництві - 17,3% і у сфері обслуговування - 47,1%. 

 У муніципалітеті або у власному районі (кумарці) працює 1.194 особи, поза районом - 833 особи.

### Безробіття
У 2007 р. нараховувалося 91 безробітний (у 2006 р. - 82 безробітних), з них чоловіки становили 35,2%, а жінки - 64,8%.

## Економіка

### Підприємства міста

#### Промислові підприємства
| \| Промислові підприємства міста, за сферою діяльності \| Промислові підприємства міста, за сферою діяльності \| Промислові підприємства міста, за сферою діяльності \| \| Рік \| 2002 р. \| 2001 р. \| \| --------------------------------------------------- \| --------------------------------------------------- \| --------------------------------------------------- \| \| Енергетичні та водні ресурси \| 3,4% \| 3,2% \| \| Хімія та метали \| 20,7% \| 25,8% \| \| Переробка металів \| 24,1% \| 22,6% \| \| Продукти харчування \| 24,1% \| 19,4% \| \| Текстиль \| 0% \| 0% \| \| Виробництво меблів, видання \| 27,6% \| 29% \| \| Інше \| 0% \| 0% \| \| Усього підприємств \| 29 \| 31 \| |         |         |
| Промислові підприємства міста, за сферою діяльності |         |         |
| Рік | 2002 р. | 2001 р. |
| Енергетичні та водні ресурси | 3,4%    | 3,2%    |
| Хімія та метали | 20,7%   | 25,8%   |
| Переробка металів | 24,1%   | 22,6%   |
| Продукти харчування | 24,1%   | 19,4%   |
| Текстиль | 0%      | 0%      |
| Виробництво меблів, видання | 27,6%   | 29%     |
| Інше | 0%      | 0%      |
| Усього підприємств | 29      | 31      |

#### Роздрібна торгівля
| \| Підприємства роздрібної торгівлі міста, за сферою діяльності \| Підприємства роздрібної торгівлі міста, за сферою діяльності \| Підприємства роздрібної торгівлі міста, за сферою діяльності \| \| Рік \| 2002 р. \| 2001 р. \| \| ------------------------------------------------------------ \| ------------------------------------------------------------ \| ------------------------------------------------------------ \| \| Продукти харчування \| 39,7% \| 37,5% \| \| Одяг та взуття \| 15,4% \| 15% \| \| Товари для дому \| 9% \| 10% \| \| Книги та періодичні видання \| 0% \| 0% \| \| Промислова хімічна продукція \| 6,4% \| 6,2% \| \| Продукція, пов'язана з транспортними засобами \| 11,5% \| 12,5% \| \| Інше \| 17,9% \| 18,8% \| \| Усього підприємств \| 78 \| 80 \| |         |         |
| Підприємства роздрібної торгівлі міста, за сферою діяльності |         |         |
| Рік | 2002 р. | 2001 р. |
| Продукти харчування | 39,7%   | 37,5%   |
| Одяг та взуття | 15,4%   | 15%     |
| Товари для дому | 9%      | 10%     |
| Книги та періодичні видання | 0%      | 0%      |
| Промислова хімічна продукція | 6,4%    | 6,2%    |
| Продукція, пов'язана з транспортними засобами | 11,5%   | 12,5%   |
| Інше | 17,9%   | 18,8%   |
| Усього підприємств | 78      | 80      |

#### Сфера послуг
| \| Підприємства міста, що працюють у сфері послуг, за діяльністю \| Підприємства міста, що працюють у сфері послуг, за діяльністю \| Підприємства міста, що працюють у сфері послуг, за діяльністю \| \| Рік \| 2002 р. \| 2001 р. \| \| ------------------------------------------------------------- \| ------------------------------------------------------------- \| ------------------------------------------------------------- \| \| Гуртова торгівля \| 14,1% \| 14,4% \| \| Готелі та готельний бізнес \| 18,6% \| 18,3% \| \| Транспорт та зв'язок \| 21,2% \| 21,6% \| \| Посередницькі фінансові послуги \| 3,8% \| 3,3% \| \| Послуги підприємствам \| 5,1% \| 4,6% \| \| Послуги фізичним особам \| 28,8% \| 30,1% \| \| Нерухомість та ін. \| 8,3% \| 7,8% \| \| Усього підприємств \| 156 \| 153 \| |         |         |
| Підприємства міста, що працюють у сфері послуг, за діяльністю |         |         |
| Рік | 2002 р. | 2001 р. |
| Гуртова торгівля | 14,1%   | 14,4%   |
| Готелі та готельний бізнес | 18,6%   | 18,3%   |
| Транспорт та зв'язок | 21,2%   | 21,6%   |
| Посередницькі фінансові послуги | 3,8%    | 3,3%    |
| Послуги підприємствам | 5,1%    | 4,6%    |
| Послуги фізичним особам | 28,8%   | 30,1%   |
| Нерухомість та ін. | 8,3%    | 7,8%    |
| Усього підприємств | 156     | 153     |

## Житловий фонд
У 2001 р. 4,8% усіх родин (домогосподарств) мали житло метражем до 59 м2, 27,3% - від 60 до 89 м2, 45,4% - від 90 до 119 м2 і
22,5% - понад 120 м2.

З усіх будівель у 2001 р. 36,7% було одноповерховими, 43,4% - двоповерховими, 16,7
% - триповерховими, 2,2% - чотириповерховими, 0,8% - п'ятиповерховими, 0,2% - шестиповерховими,
0% - семиповерховими, 0% - з вісьмома та більше поверхами.

## Автопарк
| \| Автомобілі, зареєстровані у місті, за призначенням \| Автомобілі, зареєстровані у місті, за призначенням \| Автомобілі, зареєстровані у місті, за призначенням \| \| Рік \| 2006 р. \| 2005 р. \| \| -------------------------------------------------- \| -------------------------------------------------- \| -------------------------------------------------- \| \| Приватні автомобілі \| 58,1% \| 57,6% \| \| Мотоцикли \| 5,2% \| 5,1% \| \| Вантажівки \| 30,8% \| 31,3% \| \| Трактори \| 1,6% \| 1,7% \| \| Автобуси та ін. \| 4,3% \| 4,2% \| \| Усього автомобілів \| 3.429 шт. \| 3.265 шт. \| |           |           |
| Автомобілі, зареєстровані у місті, за призначенням |           |           |
| Рік | 2006 р.   | 2005 р.   |
| Приватні автомобілі | 58,1%     | 57,6%     |
| Мотоцикли | 5,2%      | 5,1%      |
| Вантажівки | 30,8%     | 31,3%     |
| Трактори | 1,6%      | 1,7%      |
| Автобуси та ін. | 4,3%      | 4,2%      |
| Усього автомобілів | 3.429 шт. | 3.265 шт. |

## Вживання каталанської мови
У 2001 р. каталанську мову у місті розуміли 98,2% усього населення (у 1996 р. - 99,6%), вміли говорити нею 92,9% (у 1996 р. - 
96,6%), вміли читати 82,5% (у 1996 р. - 81%), вміли писати 56,2
% (у 1996 р. - 43,2%). Не розуміли каталанської мови 1,8%.

## Політичні уподобання
У виборах до Парламенту Каталонії у 2006 р. взяло участь 1.482 особи (у 2003 р. - 1.813 осіб). Голоси за політичні сили розподілилися таким чином:
| \| Вибори до Парламенту Каталонії \| Вибори до Парламенту Каталонії \| Вибори до Парламенту Каталонії \| \| Рік \| 2006 р. \| 2003 р. \| \| -------------------------------------- \| ------------------------------ \| ------------------------------ \| \| Конвергенція та Єднання (CiU) \| 32,2% \| 37,4% \| \| Соціалістична партія Каталонії (PSC) \| 23,8% \| 19,9% \| \| Народна партія (PP) \| 8% \| 9,1% \| \| Ініціатива за Каталонію — Зелені (ICV) \| 3,8% \| 3,1% \| \| Республіканська лівиця Каталонії (ERC) \| 29,6% \| 29,7% \| \| Громадяни — Громадянська партія (C's) \| 0,9% \| 0% \| \| Інші \| 1,6% \| 0,7% \| |         |         |
| Вибори до Парламенту Каталонії |         |         |
| Рік | 2006 р. | 2003 р. |
| Конвергенція та Єднання (CiU) | 32,2%   | 37,4%   |
| Соціалістична партія Каталонії (PSC) | 23,8%   | 19,9%   |
| Народна партія (PP) | 8%      | 9,1%    |
| Ініціатива за Каталонію — Зелені (ICV) | 3,8%    | 3,1%    |
| Республіканська лівиця Каталонії (ERC) | 29,6%   | 29,7%   |
| Громадяни — Громадянська партія (C's) | 0,9%    | 0%      |
| Інші | 1,6%    | 0,7%    |

У муніципальних виборах у 2007 р. взяло участь 2.208 осіб (у 2003 р. - 2.246 осіб). Голоси за політичні сили розподілилися таким чином:
| \| Муніципальні вибори \| Муніципальні вибори \| Муніципальні вибори \| \| Рік \| 2007 р. \| 2003 р. \| \| -------------------------------------- \| ------------------- \| ------------------- \| \| Конвергенція та Єднання (CiU) \| 14,8% \| 26,2% \| \| Соціалістична партія Каталонії (PSC) \| 11,5% \| 14,1% \| \| Народна партія (PP) \| 5,8% \| 9,1% \| \| Ініціатива за Каталонію — Зелені (ICV) \| 0% \| 0% \| \| Республіканська лівиця Каталонії (ERC) \| 48,4% \| 28,1% \| \| Громадяни — Громадянська партія (C's) \| 0% \| 0% \| \| Інші \| 19,6% \| 22,5% \| |         |         |
| Муніципальні вибори |         |         |
| Рік | 2007 р. | 2003 р. |
| Конвергенція та Єднання (CiU) | 14,8%   | 26,2%   |
| Соціалістична партія Каталонії (PSC) | 11,5%   | 14,1%   |
| Народна партія (PP) | 5,8%    | 9,1%    |
| Ініціатива за Каталонію — Зелені (ICV) | 0%      | 0%      |
| Республіканська лівиця Каталонії (ERC) | 48,4%   | 28,1%   |
| Громадяни — Громадянська партія (C's) | 0%      | 0%      |
| Інші | 19,6%   | 22,5%   |